# La Concorde
För andra betydelser, se Concorde (olika betydelser).
La Concorde (I samförstånd) är Gabons nationalsång, skriven och komponerad år 1958 av Georges Aleka Damas. Sången antogs som nationalsång vid självständigheten 1960.

## Text
| Fransk text | Svensk översättning |
| --- | --- |
| Refrain : Uni dans la Concorde et la fraternité Éveille-toi Gabon, une aurore se lève, Encourage l'ardeur qui vibre et nous soulève! C'est enfin notre essor vers la félicité. Éblouissant et fier, le jour sublime monte Pourchassant à jamais l'injustice et la honte. Qu'il monte, monte encore et calme nos alarmes, Qu'il prône la vertu et repousse les armes. Refrain Oui que le temps heureux rêvé par nos ancêtres Arrive enfin chez nous, réjouisse les êtres, Et chasse les sorciers, ces perfides trompeurs. Qui semaient le poison et répandaient la peur. Refrain Afin qu'aux yeux du monde et des nations amies Le Gabon immortel reste digne d'envie, Oublions nos querelles, ensemble bâtissons L'édifice nouveau auquel tous nous rêvons. Refrain Des bords de l'Océan au cœur de la forêt, Demeurons vigilants, sans faiblesse et sans haine! Autour de ce drapeau, qui vers l'honneur nous mène, Saluons la Patrie et chantons sans arrêt! Refrain | Refräng: Förenade i samförstånd och broderskap Vak upp, Gabon, gryningen är nära Uppmuntra den anda som hänför och inspirerar oss! Till slut reser vi oss för att uppnå lycka Bländande och stolt gryr den storslagna dagen Skingrar för evigt orättvisa och skam Må den stiga, stiga åter och lugna våra farhågor Må den främja dygd, och fördriva krig Refräng Ja må de glada dagar om vilka våra förfäder drömde Slutligen komma till oss, glädja våra hjärtan Och bannlysa trollkarlarna, de svekfulla bedragare Som sådde gift och spred skräck Refräng Så att i världens och vänliga nationers ögon Odödliga Gabon må behålla sitt goda rykte Låg oss glömma våra gräl, låt oss resa tillsammans Den nya byggnad vi alla drömmer om Refräng Från oceanens stränder till skogens hjärta Låt oss vara vaksamma, utan svaghet eller hat! Kring denna fana som leder oss mot ära Låt oss hälsa fäderneslandet och för alltid sjunga! Refräng |